# St. Stephan (Illingen)

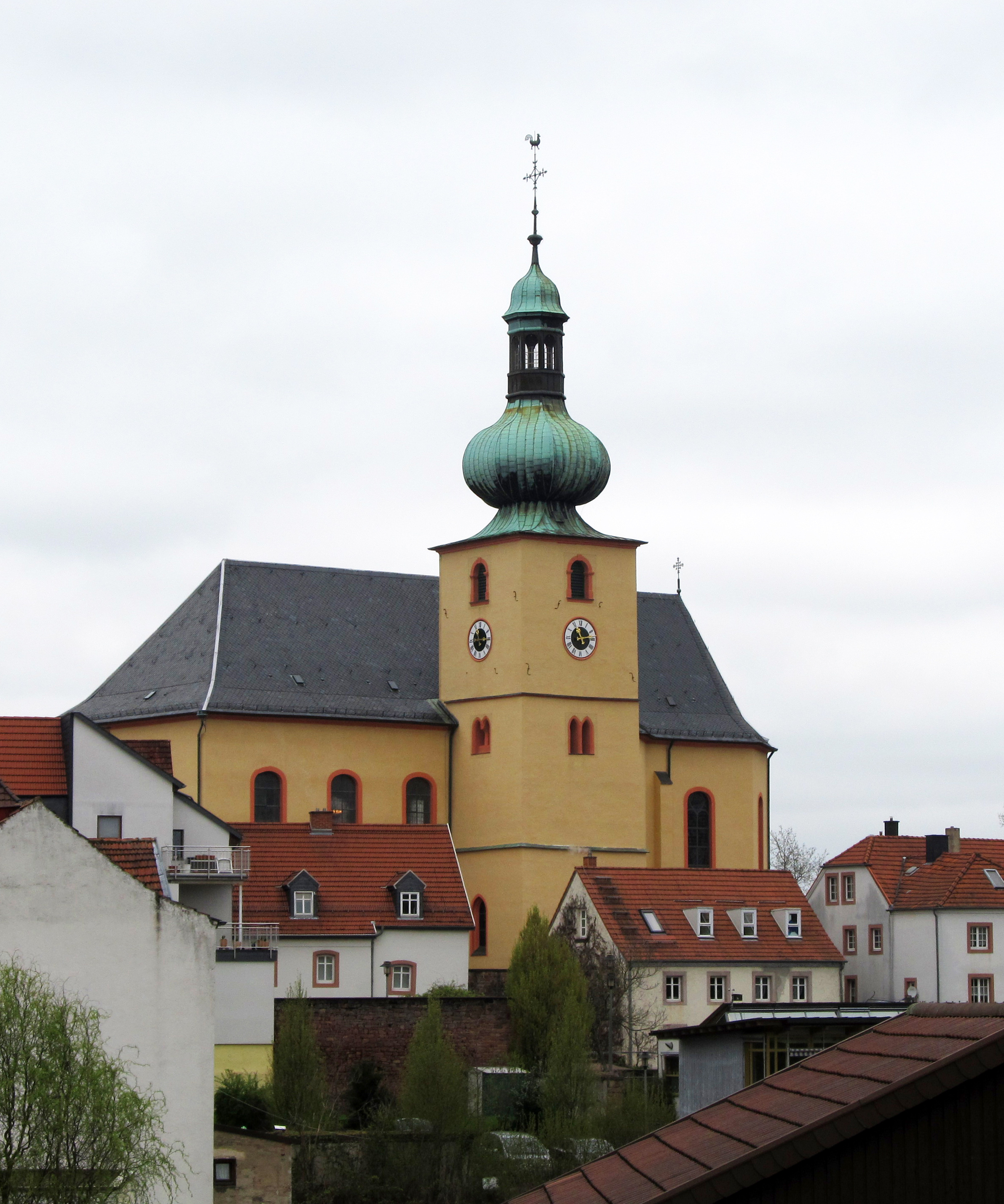
Die Pfarrkirche St. Stephan in Illingen

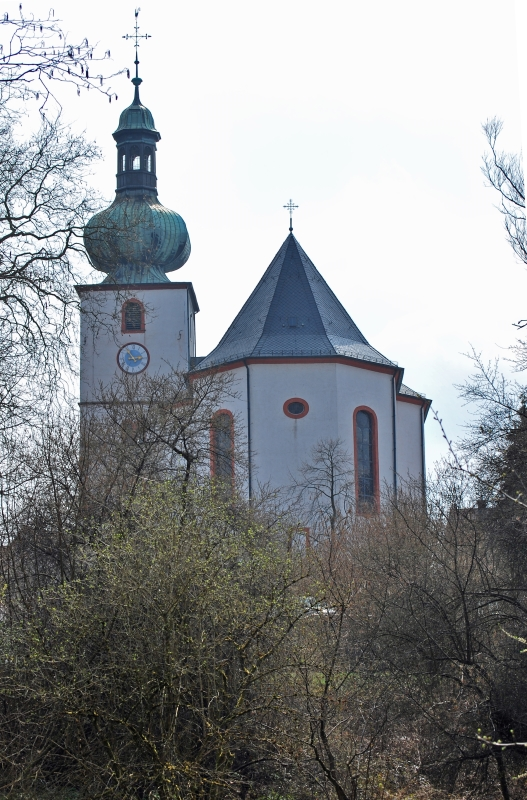
Weitere Ansicht der Kirche

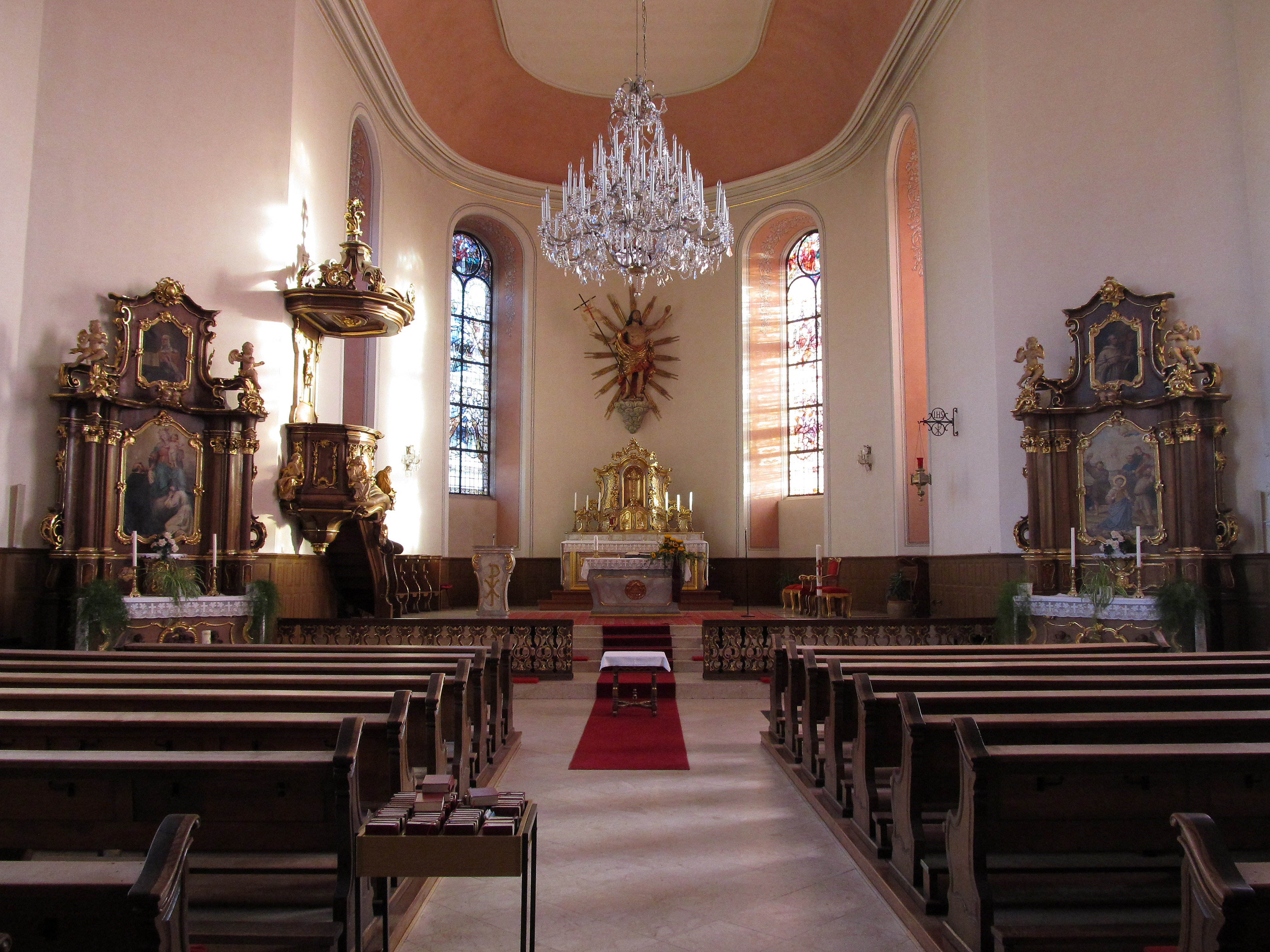
Blick ins Innere der Kirche

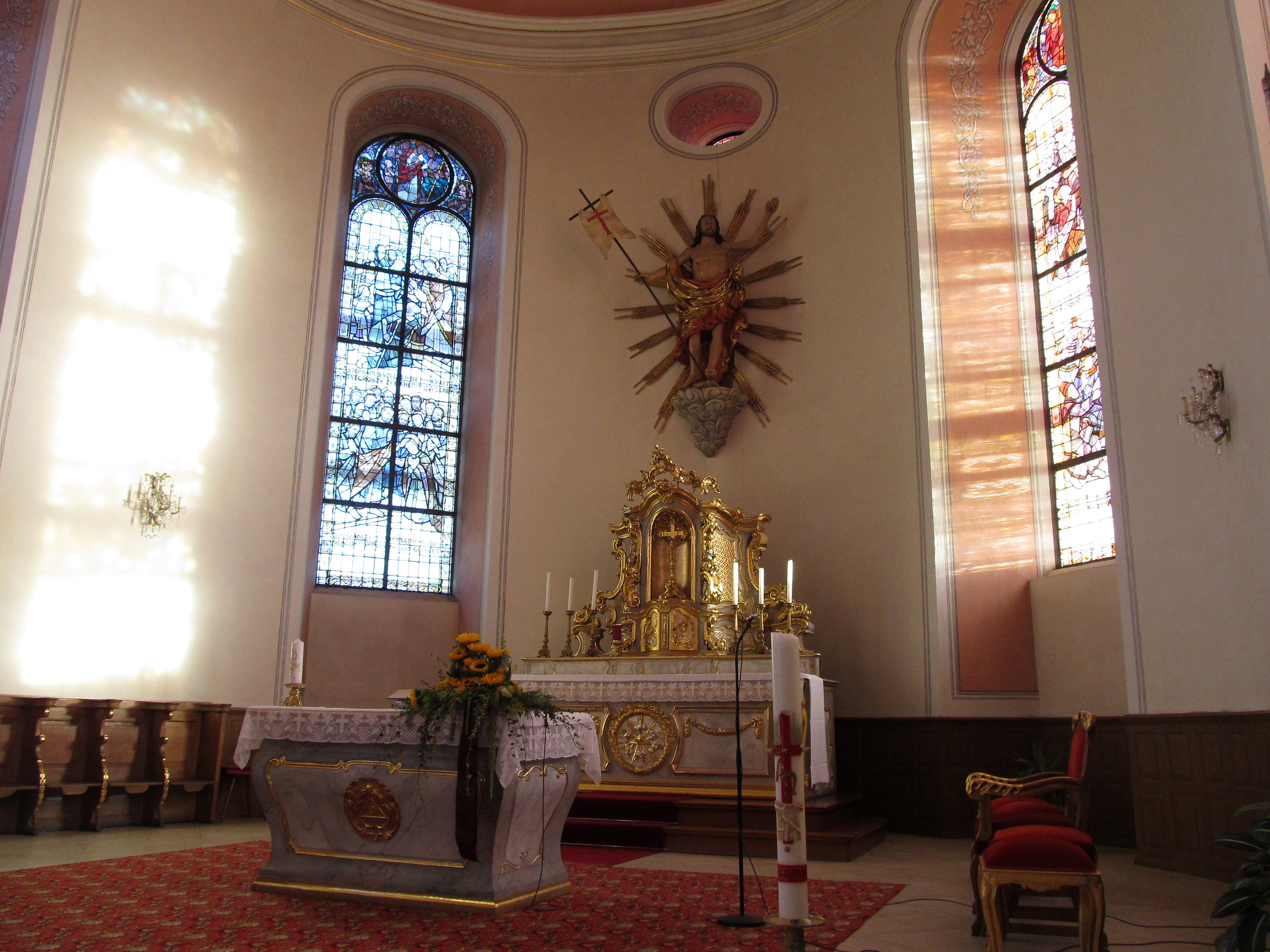
Blick in den Altarraum

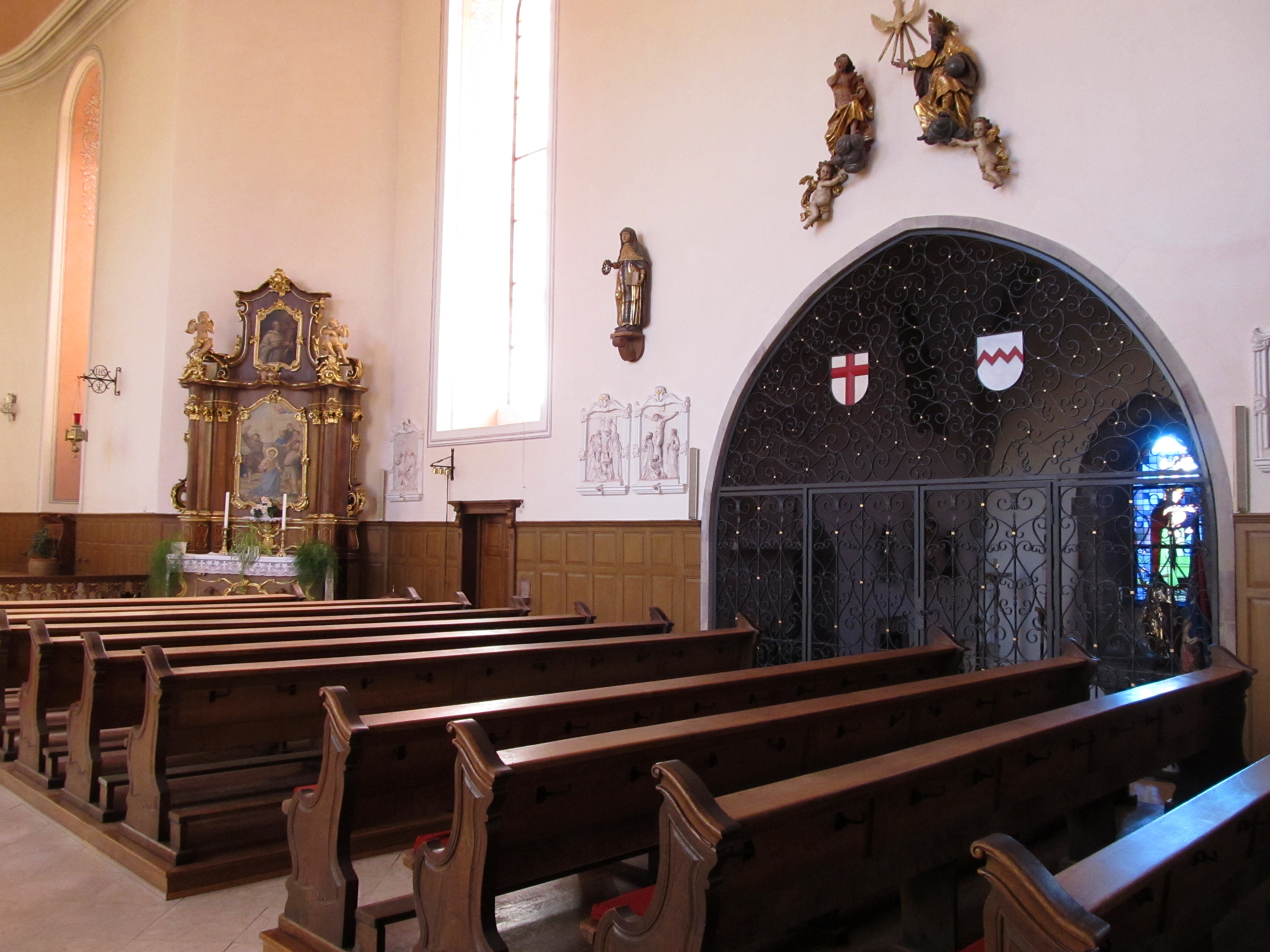
Ostwand mit Taufkapelle

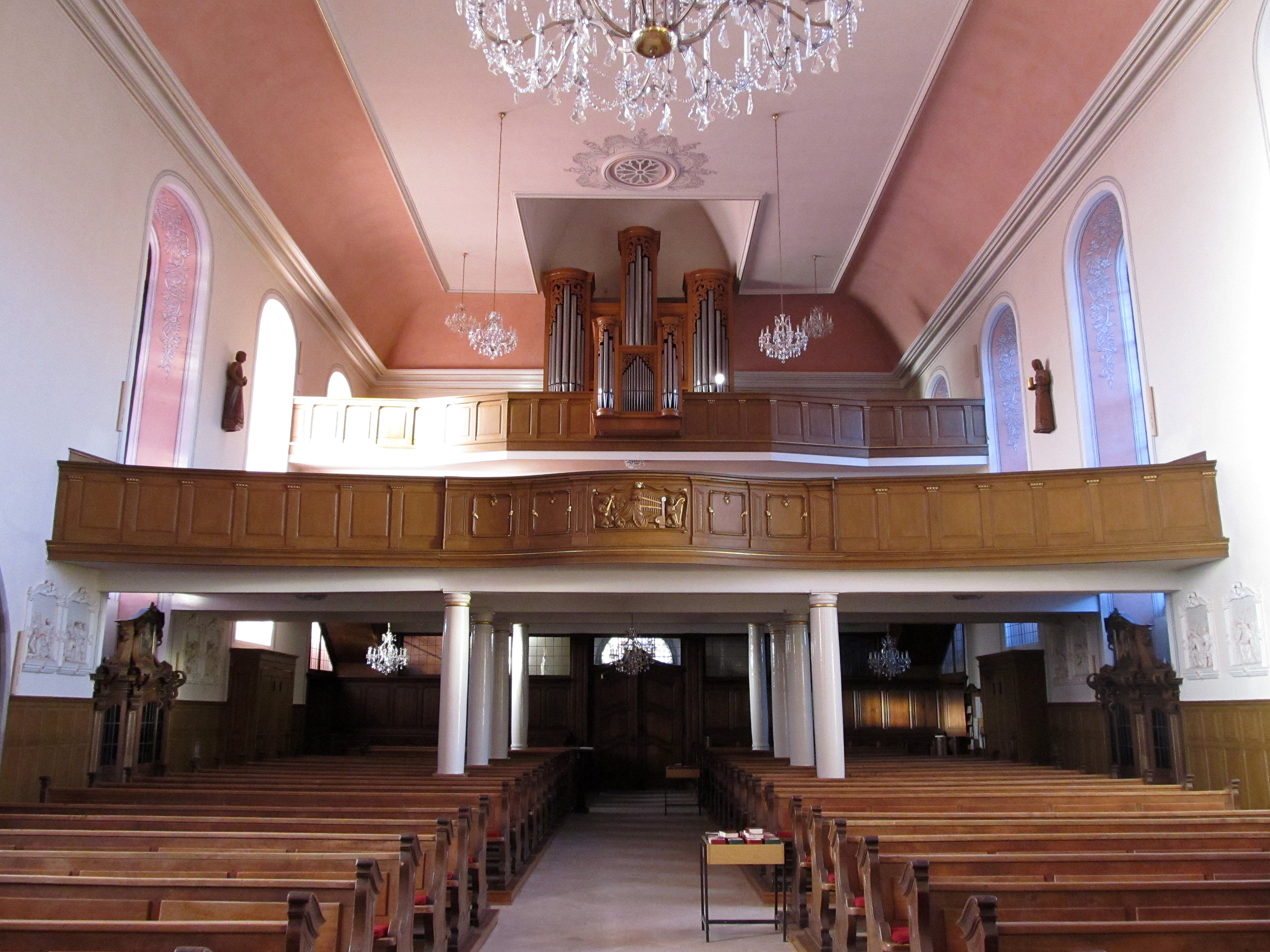
Blick zur Empore

Die Kirche St. Stephan ist eine römisch-katholische Pfarrkirche im saarländischen Illingen, Landkreis Neunkirchen. Kirchenpatron ist der heilige Stephanus. Bis 1803 hatte die Kirche auch noch den heiligen Clemens als zweiten Patron. In der Denkmalliste des Saarlandes ist das Kirchengebäude als Einzeldenkmal aufgeführt.

## Geschichte
Die Kirche wurde 893 erstmals urkundlich erwähnt. Zwei Reliefs aus römischer Zeit im Untergeschoss des Kirchturms weisen auf eine sakrale Nutzung als römisch-heidnische Kultstätte hin. Im 13. Jahrhundert erfolgte der Bau einer gotischen Kirche mit Turm, der in der Folge mehrere Male Umbauten erfuhr. So wurden im 15. Jahrhundert neue Fenster eingebaut und Anfang des 16. Jahrhunderts erhielt das südliche Fenster ein neues Gewände.
Bis zur Mitte des 16. Jahrhunderts gehörte die Pfarrgemeinde von Illingen zum Kloster Neumünster, anschließend stand sie unter der Collatur der Herren von Kerpen. Unter den Herren von Kerpen erfolgten im 18. Jahrhundert umfangreiche bauliche Veränderungen an dem Gotteshaus. So wurde 1706 die erste Kirchturmuhr eingebaut, die aber bereits 1716 erneuert wurde. 1717 erhielt das Kirchengebäude einen neuen Giebel, für dessen Ausführung Steinhauer Ulrich Hanns (Saarbrücken) verantwortlich zeichnete. In den Jahren 1789 bis 1791 erfolgte schließlich der Bau des heutigen Kirchenschiffes im spätbarocken Stil, nach Plänen des Architekten Peter Reheis (Blieskastel). Die Bauausführung oblag Meister Jodocus Martin (Oberkirchen). Das Schiff wurde seitlich an den mittelalterlichen Turm angebaut. Im Zuge der Baumaßnahme erhielt der Turm auch seine heutige charakteristische Zwiebelhaube.
1820 wurde im Inneren der Kirche die Südempore errichtet. Zu einer ersten Restaurierung des neuen Kirchenbaus kam es 1837, der 1842 eine Restaurierung des Turmes folgte. Im Jahr 1844 wurde die Empore hufeisenförmig umgebaut und bis zur Sakristei vorgezogen. Dies wurde 1855/56 wieder geändert und die Empore erhielt ihre jetzige Gestalt. 1870 wurden im Chor neue Fenster eingebaut. Das Turmkreuz wurde 1883 erneuert.
Nach dem Zweiten Weltkrieg setzte dann wieder eine Bautätigkeit an der Kirche ein. So erhielt das Gotteshaus 1949 neue Fenster, die besser mit dem Stil der Kirche harmonierten. Im Jahr 1952 wurde ein Glockenspiel angeschafft, das von den Gebr. Causard (Colmar) gegossen und von der Firma Didelot (Saarburg/Lothringen) montiert wurde. 1953 erhielt das Dach Kupferplatten anstelle von Schiefer. Im Untergeschoss des Turms wurde 1962 eine Taufkapelle eingerichtet. In den Jahren 1968/69 erfolgte eine Innenrestaurierung, die von der Firma Mrziglod (Tholey) ausgeführt wurde. Die Baufirma Müller (Illingen) fertigte eine Betonauflage für den Fußboden an, auf dem Marberies Focant (Esch/Elsass) Platten verlegte. Einer umfassenden Restaurierung unter Leitung des Architekturbüro Zewen und Ulrich (Illingen) wurde die Kirche von 1988 bis 1991 unterzogen. Dabei wurde an der Westseite ein stufenloser Zugang errichtet. 1989/91 wurden die Chorfenster von der Firma Binsfeld (Trier) restauriert. 1992 wurde der Orgel-Prospekt barockisiert. 2001/02 erfolgte der Umbau des Kirchenvorplatzes, wobei Porphyr-Kleinpflaster in Segmentbögen verlegt wurde.

## Das Äußere der Kirche
An der Südostecke des Turmes befindet sich ein römischer Grabstein. Von den Vorgängerbauten der heutigen Kirche hat sich ein kleines Stück von einem Fensterrahmen, das von einer romanischen Kirche stehen geblieben ist, erhalten, als im 13. Jahrhundert die gotische Kirche errichtet wurde. Von der gotischen Kirche sind Spitzbogenfenster an der Süd- und Ostwand des Turms erhalten geblieben. Neben dem Hauptportal  befindet sich eine 1798 von dem Bildhauer und Stuckateur Matthias Weyser (Blieskastel) geschaffene Kreuzigungsgruppe, die 1978 restauriert wurde. Der Wetterhahn auf dem Turm wurde 1883 von Ferdinand Fourmann (Illingen) gefertigt.

## Das Innere der Kirche
Im Inneren der Kirche ist vor allem der barocke Hochaltar aus dem 17. Jahrhundert erwähnenswert. Nach einer wechselvollen Geschichte kehrte er 1952 in die Pfarrkirche St. Stephan zurück, nachdem er seit 1900 in mehreren Kirchen gestanden hatte. Er wurde 1952 einer Restaurierung durch die Firma Gebr. Mettler (Morbach) unterzogen. 1968/69 erfolgte eine weitere Restaurierung. Über dem Hochaltar befindet sich eine überlebensgroße hochbarocke Skulptur des Auferstandenen, deren früherer Standort im Kloster Marienstatt (Westerwald) gewesen war und die durch Vermittlung durch den Kirchenmaler und Restaurator Walter Dick (Wasenbach bei Nassau) nach Illingen kam. Die Figur wurde durch Walter Dick festlich-barock gefasst und mit einem vergoldeten Strahlenkranz versehen. Der Voraltar, ein alter Kolpingaltar, wurde 1968–69 von Hermann Greweling (St. Wendel) neu überarbeitet und erhielt dabei seine heutige Fassung.
Die Chorvertäfelung wurde 1968–69 von Schreinermeister Josef Schönenberger angefertigt. Die Chorfenster wurden 1989–92 durch die Firma Binsfeld (Trier) restauriert. An der Westwand am Übergang des Altarraums zum Langhaus befindet sich eine barocke Kanzel aus dem Dominikanerkloster in Trier, die möglicherweise 1762 hergestellt wurde. Altarraum und Langhaus trennt eine barocke Kommunionbank. Links und rechts des Altarraums stehen zwei barocke Seitenaltäre, u. a. ein Marienaltar, aus der Mitte des 18. Jahrhunderts, für die Maler Carl Clasen (Düsseldorfer Malerschule) 1866 Bilder anfertigte.
In der Mitte der Westwand des Kirchenschiffes befindet sich ein großes frühgotisches, hochmittelalterliches Kruzifix, das wahrscheinlich das älteste im Saarland ist. In die Westwand eingemauert ist ein Epitaph Heinrichs von Kerpen aus dem Jahr 1557, das aus dem Vorgängerbau übernommen wurde. An den Seitenwänden befinden sich zwei barocke Beichtstühle aus der Mitte des 18. Jahrhunderts, mit geschweiftem Grundriss, reichem Gesims und Bildaufsatz, Maria Magdalena und Petrus darstellend. An der Fensternische am Marienaltar stand ursprünglich ein Renaissance-Beichtstuhl, der sich seit 1992 an der Hinterwand der unteren Empore befindet, weil er einer Kriegergedenktafel weichen musste.
Im Untergeschoss des Turmes befand sich der Chor der ersten, nach Osten ausgerichteten Kirche, wo auch bis 1732 die Angehörigen der Adelsfamilie von Kerpen beigesetzt wurden. Heute befindet sich dort eine 1962 eingerichtete Taufkapelle für die Architekt und Glasmaler György Lehoczky (Saarbrücken) 1964 zwei gotische Spitzbogen-Fenster entwarf, die von Albert Will (Eppelborn) ausgeführt wurden. Die Fenster in der Ostwand zeigen die Taufe Jesu am Jordan, das auf der Südseite zeigt Jesus selbst als Taufspender mit der Inschrift: „Wer glaubt und sich taufen läßt, wird gerettet werden.“ In der Kapelle vor dem Ostfenster steht ein Taufstein vom Ende des 19. Jahrhunderts, der früher im Altarraum positioniert war. Die Reste gotischer Freskomalereien, die einen Baum mit figürlicher Szenerie (vielleicht eine Paradiesdarstellung) zeigen, wurde von Landeskonservator Martin Klewitz konserviert und sichtbar gelassen. Das schmiedeeisernes Gitter, das die Taufkapelle vom übrigen Kirchenraum trennt, wurde 1964 von dem Kunstschmiedemeister Willi Schild (Münchwies) angefertigt. Im rechten Bogenfeld des Gitters befindet sich das Wappen derer von Kerpen, links das Wappen des Bistums Trier (rotes Kreuz in weißem Feld). Über dem Spitzbogen mit dem Gitter befindet sich eine Dreifaltigkeitsgruppe aus einer halbzerstörten Schlosskirche Süddeutschlands, die um 1680 geschaffen wurde und sich vormals in der Taufkapelle befand.
Ausstattungsgegenstände der Kirche sind eine hochbarocke Maria, die durch Hermann Greweling restauriert wurde. Des Weiteren eine Figur der heiligen Elisabeth von Thüringen von 1430, die von Pfarrer Fortuin aus Frankreich angekauft wurde, sowie eine hölzerne spätgotische Figur der heiligen Katharina von Siena aus Burgund, die durch Vermittlung durch Hermann Greweling in die Kirche kam. Sie wurde durch den Kirchenmaler Walter Dick (Wasenbach/Nassau) restauriert. Außerdem zwei Barockengel, aus der Gegend von Baden-Baden, ein Cäcilia-Relief, das 1991 in die Brüstung der Empore eingebaut wurde und vorher in der Taufkapelle stand, nachdem es wegen einer neuen Orgel dorthin ausweichen musste, acht handgeschnitzte barocke Leuchter, die H. Ritter (Michelstadt) 1968–69 erneuerte, eine silbervergoldete wertvolle 63,5 cm hohe Monstranz von 1810, die mit seltenen Edelsteinen besetzt ist, die aus Schmuckstücken privater Spender stammen, sowie ein neugotischer Kelch in feiner, vollendeter Handarbeit, mit Edelsteinen geschmückt, gefertigt um 1860, und ein weiterer neugotischer Kelch von 1873, der ein Geschenk des verstorbenen Dechanten Hansen an die Pfarrkirche Illingen war. 1955–56 fertigte die Trierer Bildhauer-Werkstatt mehrere Figuren für die Kirche an: Eine des heiligen Antonius von Padua, an der rechten Säule unter der Empore, eine des heiligen Josef, auf der Empore rechts, eine der heiligen Barbara, auf der Empore links, und eine der heiligen Maria Goretti, an der linken Säule unter der Empore.
In der Kirche befinden sich zwei Reliquiare, ein Kreuz-Reliquiar aus dem 18. Jahrhundert, bei dem es sich um eine Arbeit aus eingelegtem Holz mit kleinen Kristallkreuzchen handelt, das Kreuzpartikel beinhaltet, die Ritter Johann Ferdinand von Kerpen der Illinger Bergkapelle 1731 zum Geschenk gemacht hatte und die sich seit 1794 im Verwahr der Illinger Pfarrkirche befindet. Daneben gibt es noch ein hochbarockes in Silber getriebenes 34 cm hohes Stephanus-Reliquiar von 1731.
Für die Ausmalung der Kirche zeichnete J. Quack (Kleinblittersdorf) 1968/69 verantwortlich.

## Orgel
Die Orgel der Kirche wurde von der Orgelbaufirma Führer (Wilhelmshaven) erbaut und am 18. November 1973 eingeweiht. Das Schleifladen-Instrument verfügt über 27 Register, verteilt auf zwei Manuale und Pedal. Die Werke der Orgel bestehen aus Hauptwerk, Pedalwerk und Rückpositiv. Die Spieltraktur ist mechanisch, die Registertraktur elektrisch. Das Orgelprospekt wurde 1992 barockisiert. Die Disposition lautet wie folgt:
| I Schwell-Rückpositiv C–g3 |              |       |
| 1.                         | Gedackt      | 8′    |
| 2.                         | Prinzipal    | 4′    |
| 3.                         | Rohrflöte    | 4′    |
| 4.                         | Waldflöte    | 2′    |
| 5.                         | Quinte       | 1 ⁄3′ |
| 6.                         | Septime      | 1 ⁄7′ |
| 7.                         | Scharff IV   |       |
| 8.                         | Dulcian      | 16′   |
| 9.                         | Rohrschalmey | 8′    |
|                            | Tremulant    |       |

| II Hauptwerk C–g3 |             |       |
| 10.               | Pommer      | 16′   |
| 11.               | Prinzipal   | 8′    |
| 12.               | Koppelflöte | 8′    |
| 13.               | Salicional  | 8′    |
| 14.               | Oktave      | 4′    |
| 15.               | Spitzflöte  | 4′    |
| 16.               | Quinte      | 2 ⁄3′ |
| 17.               | Oktave      | 2′    |
| 18.               | Mixtur V-VI | 1 ⁄3′ |
| 19.               | Trompete    | 8′    |

| Pedal C–f1 |                 |     |
| 20.        | Subbaß          | 16′ |
| 21.        | Prinzipalbaß    | 8′  |
| 22.        | Hohlflöte       | 8′  |
| 23.        | Oktave          | 4′  |
| 24.        | Rauschpfeife IV | 2′  |
| 25.        | Posaune         | 16′ |
| 26.        | Trompete        | 8′  |

- Koppeln: I/II, I/P, II/P
- Spielhilfen: 2 freie Kombinationen, Pleno, Zungenabsteller

## Glocken
Schon in den Jahren 1921 und 1922 hatte die Glockengießerei Otto aus Hemelingen/Bremen Glocken für St. Stephans gegossen. Im Jahr 1954 goss die Saarlouiser Glockengießerei in Saarlouis-Fraulautern, die von Karl (III) Otto von der Glockengießerei Otto in Bremen-Hemelingen und dem Saarländer Aloys Riewer 1953 gegründet worden war, für St. Stephanus vier Bronzeglocken mit den Schlagtönen: d' – e' – a' – c''. Die Glocken haben folgende Durchmesser: 1367 mm, 1217 mm, 912 mm, 767 mm und wiegen zirka: 1600 kg, 1200 kg, 500 kg, 300 kg.

## Liste der Pfarrer in der Pfarrei Illingen
Auf beiden Seiten des inneren Hauptportals findet sich eine (unvollständige) Liste der Pfarrer der Pfarrei Illingen.
- 1242 Ludewig
- 1626 Heinrich Vinnitor
- 1660–1662 Nikolaus Fasenich
- 1662–1666 Peter Beuren
- 1666–1671 Bartholomaeus Grieff
- 1671–1702 Peter Hayard
- 1702–1715 Joh. Wolfgang Heyl
- 1715–1758 Wendalin Federkeil
- 1758–1768 Jos. Heinr. Fabricius
- 1768–1802 Joh. Emmerich Marx
- 1803–1824 Johann Clerren
- 1824–1828 Joh. Bapt. Schockweiler
- 1828–1843 Johann Hellenbrand
- 1843–1860 Peter Hammes
- 1861–1863 Jak. Casper Josef Ohaus
- 1863–1899 Heinrich Lenarz
- 1900–1922 Karl Hansen
- 1922–1950 August Fiseni
- 1951–1970 Arnold Fortuin
- 1971–1982 Karl Josef Wendling
- 1982–1995 Erwin Puhl
- 1995–2003 Peter Frey
- aktuell: Dietmar Bell